# خودکشی در پاکستان
خودکشی در پاکستان در دراز مدت مسئله اجتماعی و شایعترین علت غیرطبیعی مرگ شده‌است. حوادث خودکشی اغلب گزارش شده در مطبوعات و روزنامه‌های سراسر این کشور و همچنین چندین غیردولتی سازمان است. با این حال تشخیص و پوشش موارد خودکشی به‌طور کلی دشوار است و باتوجه به این که خودکشی در اسلام ممنوع است مسائل حقوقی مختلفی در این خصوص به وجود آمده است. در حالی که الگوهای سنتی خودکشی کم شده‌است اما شیب افزایش در چند سال گذشته شدت گرفته‌است.